# Woltersdorf (bei Magdeburg)
Woltersdorf (bei Magdeburg) este o comună din landul Saxonia-Anhalt, Germania.